# Кубок України з футболу серед аматорів 2004

## Перелік матчів

### Перший раунд (1/8)
| «Тепловик» (Івано-Франківськ) | 6:6 | «Авангард» (Свалява)   | 5:2 та 1:4 |
| «Зоря» (Гайворон)             | 1:8 | «Хіммаш» (Коростень)   | 1:1 та 0:7 |
| «Південькабель» (Харків)      | 1:2 | «Шахтар» (Свердловськ) | 1:0 та 0:2 |
| «Полісся» (Добрянка)          | 4:2 | «Шахтар» (Конотоп)     | 4:0 та 0:2 |
| «Златокрай» (Золотоноша)      | 3:8 | «КЗЕЗО» (Каховка)      | 1:4 та 2:4 |

### Чвертьфінали (1/4)
| «Авангард» (Свалява)   | 3:4 | «Гарай» (Жовква)          | 3:1 та 0:3 |
| «Хіммаш» (Коростень)   | 3:3 | ОДЕК (Оржів)              | 1:1 та 2:2 |
| «Шахтар» (Свердловськ) | 1:2 | «Південьсталь» (Єнакієве) | 1:0 та 0:2 |
| «Полісся» (Добрянка)   | 0:3 | «КЗЕЗО» (Каховка)         | 0:1 та 0:2 |

### Півфінали (1/2)
| «Гарай» (Жовква)          | 2:3 | «Хіммаш» (Коростень) | 2:1 та 0:2 |
| «Південьсталь» (Єнакієве) | 1:2 | «КЗЕЗО» (Каховка)    | 0:1 та 1:1 |

### Фінал
| «Хіммаш» (Коростень) | 4:6 | «КЗЕЗО» (Каховка) | 1:1 та 3:5 |